# Vardablur (Lori)
Vardablur (in armeno Վարդաբլուր?) è un comune di 1 408 abitanti (2008) della Provincia di Lori in Armenia.